# Andoni Blázquez
Pour les articles homonymes, voir Blázquez.
Andoni Blázquez Berasarte, né le 10 juillet 1987 à Astigarraga au Guipuscoa, est un coureur cycliste espagnol.

## Biographie
Ancien footballeur, Andoni Blázquez commence le cyclisme à l'âge de treize ans. 
En 2008, il court chez Bidelan-Kirolgi, une équipe conventionnée par Euskaltel-Euskadi. Dans le calendrier amateur basque, il se distingue par des victoires au championnat régional du Guipuscoa, au Mémorial José María Anza et au Circuito Aiala,. Il suit ensuite le parcours classique de la Fondation Euskadi en rejoignant l'équipe continentale Orbea-Oreka SDA en 2009. 
Il connaît une saison 2011 particulièrement difficile en raison d'une douleur à un genou,. Néanmoins, il est conservé par ses dirigeants en 2012. Au mois de mai, il est meilleur grimpeur du Tour de Gironde. 

## Palmarès sur route
- 2008
  - Champion du Guipuscoa sur route (Pentekostes Saria)
  - Mémorial José María Anza
  - Circuito Aiala